# 21 Club
De 21 Club, ook de 21 genoemd, was een Amerikaans restaurant dat tijdens de drooglegging in de jaren 20 van de 20e eeuw dienstdeed als speakeasy (illegale drinkgelegenheid). Het bevond zich aan de 21 West 52nd Street in Manhattan, New York.

## Geschiedenis
In 1922 openden de neven Jack Kreindler en Charlie Berns 'Red Head', een kleine speakeasy in Greenwich Village. In 1925 werd de club naar een kelder op Washington Place verhuisd en werd de naam veranderd in 'Frontón'. De neven verhuisden het etablissement in 1926 naar 42 West 49th Street en veranderden de naam in de 'Puncheon Club'. Vanaf dit moment werd er gericht op een exclusiever publiek. Wegens de bouw van het Rockefeller Center verhuisde de club in 1929 naar zijn huidige locatie en werd de naam veranderd in 'Jack and Charlie's 21'. Later werd deze naam veranderd in het huidige '21 Club'.
Tijdens de drooglegging werd een groot aantal invallen door de politie gedaan, maar er is nooit sterkedrank in de club aangetroffen. De bar was voorzien van een systeem van hefbomen waarmee de planken van de bar konden kantelen. Zodra een inval begon, loosde het personeel de drankflessen via een stortkoker in het riool. De wijnkelder was verborgen in de kelder van huisnummer 19 en te bereiken middels een geheime deur. Deze wijnkelder werd na de drooglegging onder andere gebruikt voor de privécollecties van een groot aantal beroemdheden, zoals de Amerikaanse presidenten John F. Kennedy, Richard Nixon en Gerald Ford, alsook Hugh Carey, Joan Crawford, Sammy Davis jr., Zsa Zsa Gábor, Judy Garland, Ernest Hemingway, Al Jolson, Gene Kelly, Sophia Loren, Marilyn Monroe, Aristoteles Onassis, Frank Sinatra, Gloria Swanson, Elizabeth Taylor, Gloria Vanderbilt en Mae West

### Wisseling van eigenaren
In 1985 verkochten Kreindler en Berns het restaurant aan General Felt Industries, een holding van Marshall S. Cogan en Stephen Swid. In 1995 werd het restaurant doorverkocht aan de huidige eigenaar, Orient-Express Hotels Ltd., een hotelketen die in 2014 haar naam wijzigde in Belmond Ltd.

### Sluiting
Aan het begin van de coronapandemie in maart 2020 sloot het restaurant. Later in 2020 kondigden de eigenaars aan dat het restaurant niet meer zou opengaan. De jockeys werden in december 2020 van het balkon gehaald. Op 9 maart 2021 werden de 148 grotendeels gesyndiceerde personeelsleden ontslagen.

## Beschrijving
De 21 Club bestond uit een restaurant, een lounge en een bar. De wanden en plafond van het interieur zijn versierd met antiek speelgoed en sportmemorabilia, geschonken door beroemdheden. Het balkon boven de ingang van de 21 Club is versierd met 33 geverfde metalen jockeyfiguren. Nog eens twee jockeys zijn binnen naast de ingang geplaatst. De 35 figuren werden in de jaren 30 geschonken door bezoekers van de club, om de racekleuren van hun wedstrijdpaarden te promoten.
Sinds 24 januari 2009 was het toegestaan om zonder stropdas te dineren in de 21 Club. Een jasje maakte nog steeds deel uit van de kledingvoorschriften. De 21 Club verstrekte colberts van Michael Kors, Ralph Lauren en Hugo Boss in bruikleen.

## Waardering
21 Club ontving in 2003 de Grand Award van het blad Wine Spectator. In 2014 gaf Zagat het restaurant een score van 13,3 van de 15 punten.

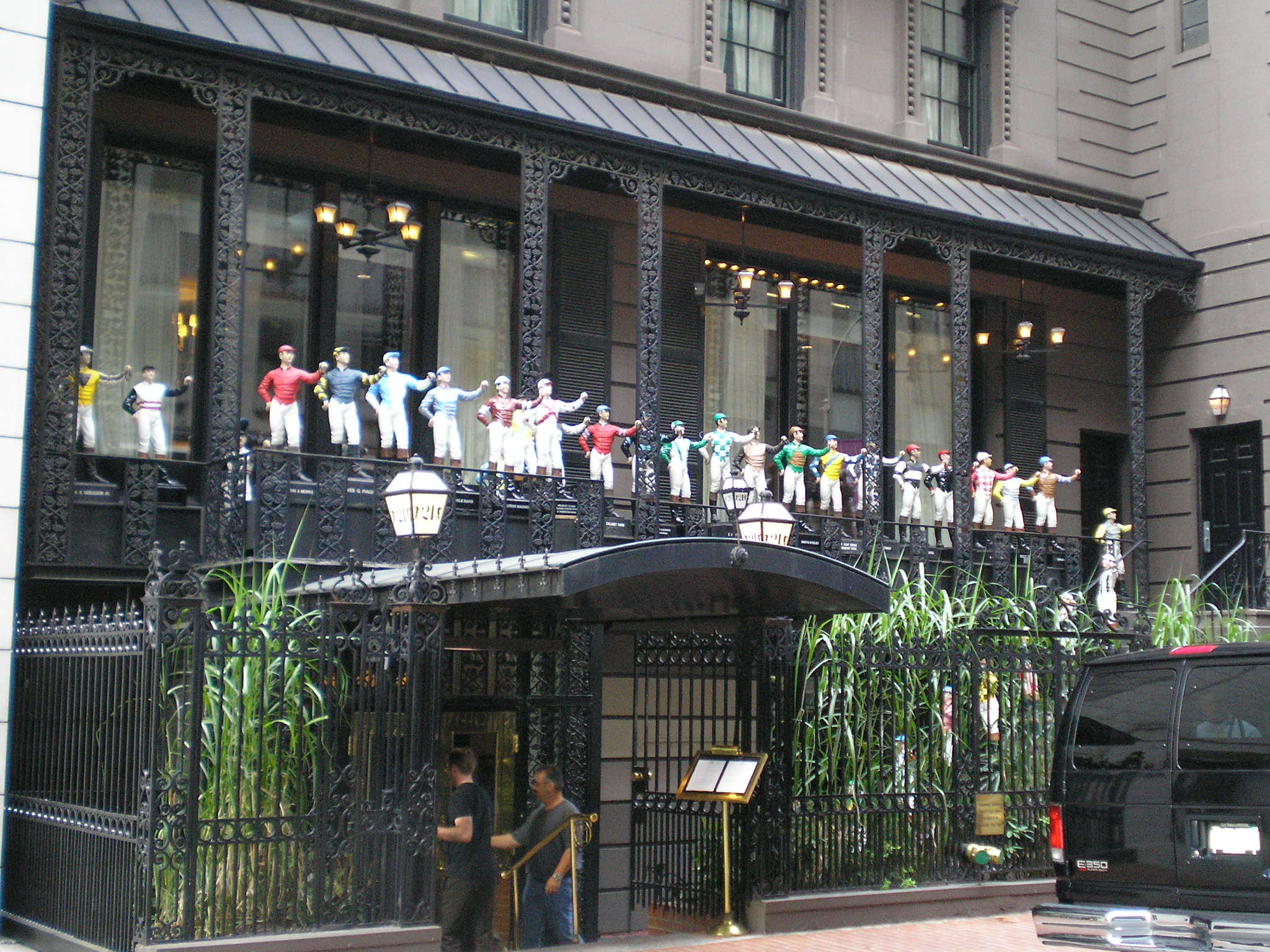
Ingang

## In populaire cultuur
Een groot aantal films maken melding van de 21 Club of hebben het restaurant gebruikt als filmset. Drie films van Alfred Hitchcock bevatten verwijzingen naar de 21 Club, namelijk Spellbound (1945), Rear Window (1954) en North by Northwest (1959). Verder wordt het restaurant genoemd in onder andere Lady Be Good (1941), The Man Who Came to Dinner (1942), In a Lonely Place (1950), How to Marry a Millionaire (1953), Sabrina (1954) en Live and Let Die (1973). De 21 Club werd als set gebruikt voor onder andere All About Eve (1950), She's Back on Broadway (1953), Written on the Wind (1954), Sweet Smell of Success (1957), Manhattan Murder Mystery (1993), One Fine Day (1997), Cradle Will Rock (1999) en Two for the Money (2005).
In televisieseries is de club als set gebruikt voor een aflevering van Sex and the City en wordt hij genoemd in onder andere I Love Lucy, Family Affair, The Bronx Is Burning, The Nanny en The Apprentice. In romans speelt de 21 Club onder andere een rol in Truman Capote's Breakfast at Tiffany's, Jacqueline Susanns Valley of the Dolls en Ian Flemings Diamonds Are Forever.

## Verder lezen
- (en)  Marilyn Kaytor, "21": The Life and Times of New York's Favorite Club (Viking Press, 1975)